# Макаров, Остап Олегович
Остап Олегович Макаров (укр. Остап Олегович Макаров; 5 мая 1995, Киев — 9 июня 2023, Малая Токмачка) — украинский военнослужащий, солдат, участник российско-украинской войны. Герой Украины (2025, посмертно).

## Биография
Родился 5 мая 1995 года в Киеве. С детства увлекался спортом — занимался плаванием и боксом, а также проявлял талант к рисованию. Это увлечение определило его выбор профессии: он поступил в Киевскую государственную академию декоративно-прикладного искусства и дизайна имени Михаила Бойчука, где учился на факультете дизайна.
В 2014 году принимал активное участие в Революции достоинства, где получил контузию от взрыва шумовой гранаты.
С началом полномасштабного вторжения России в Украину в 2022 году вступил в ряды территориальной обороны, а затем присоединился к 47-й отдельной механизированной бригаде «Маґура».
9 июня 2023 года, выполняя боевое задание в районе села Малая Токмачка Запорожской области, был ранен. Несмотря на это, пытался эвакуировать своего тяжелораненого товарища. Оба подорвались на мине и погибли.
У Остапа осталась годовалая дочь, которую он видел лишь однажды — во время отпуска по случаю её рождения.
Похоронен в селе Лесники Киевской области.

## Награды
- Звание «Герой Украины» с удостоением ордена «Золотая Звезда» (21 февраля 2025, посмертно) — за личное мужество и героизм, проявленные в защите государственного суверенитета и территориальной целостности Украины, верность военной присяге[1].

## Память
В поселке Таирово создан мурал памяти погибшего Остапа Макарова.